# Giovanni Maver
Giovanni Maver (Isola di Curzola, 18 febbraio 1891 – Roma, 12 luglio 1970) è stato uno slavista italiano.

## Biografia
Studiò nella natia Curzola, a Ragusa e a Spalato, e poi, nel 1909, cominciò gli studi filosofici presso l'Università di Vienna, continuandoli quindi a Firenze e Parigi. Fece il dottorato nel 1914 a Vienna. Nel 1920 prese servizio alla cattedra di Filologia slava nell'Università di Padova, per poi passare alla cattedra di Lingua e letteratura polacca nell'Università La Sapienza di Roma, dove  insegnò fino al 1966, anno del suo collocamento a riposo. Fra i suoi allievi si ricordano Bruno Meriggi e Sante Graciotti.
Nel 1925 visitò per la prima volta la Polonia, Paese in cui si recherà anche in seguito. Dal 1929 al 1948 fu redattore della sezione di letteratura estera nella Enciclopedia italiana. Scrisse anche per "Rivista di Cultura". Nel 1952 creò la rivista annuale "Ricerche Slavistiche" che diresse fino al 1969, a pochi mesi dalla morte. 
Fu dottore honoris causa dell'Università di Varsavia (1958) e anche un membro estero dell'Accademia Polacca delle Scienze a Varsavia. 

## Attività filologica e storico-critica
La vasta ricerca filologica di Giovanni Maver, così come la sua parallela attività storico-critica, mirò ad estendersi alla civiltà slava nel suo insieme, attraverso i panorami «limpidi ed equilibrati» delle singole aree letterarie: da quella polacca alla serbo-croata, dall'area slovena a quella di altre letterature moderne.  Tuttavia rimase incompiuto il progetto di un'opera imponente che avrebbe dovuto intitolarsi La civiltà slava, mentre invece rimase ferma allo stadio di raccolta del materiale.
Il suo nome di studioso resta principalmente legato alla rivista «Ricerche slavistiche», «assurta in poco tempo a simbolo di una scuola». Pertanto il relativo dibattito andò inserendosi «nelle più avanzate discussioni scientifiche della slavistica internazionale». 
Il suaccennato auspicio di una sintesi generale delle civiltà slave riecheggia in modo particolare nei suoi studi del periodo bellico e dell'immediato dopoguerra, anche se questi contributi furono pubblicati solo qualche decennio più tardi. Per tutti, si veda il profilo di Letteratura polacca, pubblicata nel quinto volume della vallardiana Storia delle letterature moderne d'Europa e d'America, diretta da Carlo Pellegrini. 

## Opere
- Un poeta romantico cecoslovacco: Karel Hynek Màche, in «L'Europa orientale», III, Roma, 1923.
- Saggi critici su Julinsz Slawacki, Padova, Draghi, 1925.
- La «trilogia» di E. Sienkiewicz, in «Rivista di letterature slave», II, 1927, pp. 65-78.
- Alle fonti del romanticismo polacco, Roma, Istituto per l'Europa orientale, 1929.
- Carattere patriottico e tendenze universali della letteratura polacca, Roma, Istituto per l'Europa orientale, 1930.
- Gli sloveni e la cultura italiana, in «Nuova Antologia», maggio 1941.
- La letteratura croata in rapporto alla letteratura italiana, in «Italia e Croazia», 1942, pp 455-522.
- Gli slavi: ciò che li unisce e ciò che li separa, in «Europa. Rassegna di politica», II, 1946, pp. 1-5.
- Considerazioni sulla poesia di S. Szarzynski, in «Ricerche slavistiche», III, 1954, pp. 162-183.
- Mazzini e Mickiewics, in «Ricerche slavistiche», IV, 1956, pp. 7-30.
- Letteratura polacca, in Storia delle letterature moderne d'Europa e d'America, Milano, Vallardi, 1958.
- Letteratura serbo-croata, in Storia delle letterature moderne d'Europa e d'America, volume sesto, Milano, Vallardi, 1960.
- Letteratura slovena, in Storia delle letterature moderne d'Europa e d'America, volume sesto, Milano, Vallardi, 1960.